# Spiritual Front
Gli Spiritual Front sono un gruppo musicale italiano formatosi a Roma nel 1999.

## Storia
Gli Spiritual Front nascono come solo project di Simone Salvatori. Tra i primi album di ispirazione dark folk vi furono Songs for the will (Old Europa Cafe/Misty Circles, 1999) e Nihilist cocktails for calypso inferno (Oktagön/Misty Circles, 2001), riscuotendo fin dagli esordi il plauso della critica e del pubblico con sonorità al limite del folk apocalittico ed ispirazione di stampo esoterico-industriale.
Nel 2001/2002 uscite in vinile come No kisses on the mouth e Nihilist col violista inglese Matt Howden mostrano sempre di più suoni cupi ed intensi e vicino ad un certo cantautorato oscuro simile allo stile di Nick Cave, Swans e Scott Walker (nomi a cui spesso gli Spiritual Front vengono paragonati).
Tra il 2003 ed il 2005 i live della band (che ormai è un vero e proprio combo rodato) diventano sempre più numerosi e richiesti in tutta Europa, a testimonianza di come la band sappia rappresentare uno stile unico e definito a cavallo pop decadente mitteleuropeo ed un sound/visual vintage con continui richiami al cinema italiano d'autore (non a caso la band partecipa alla produzione di una compilation tributo a Pier Paolo Pasolini). 

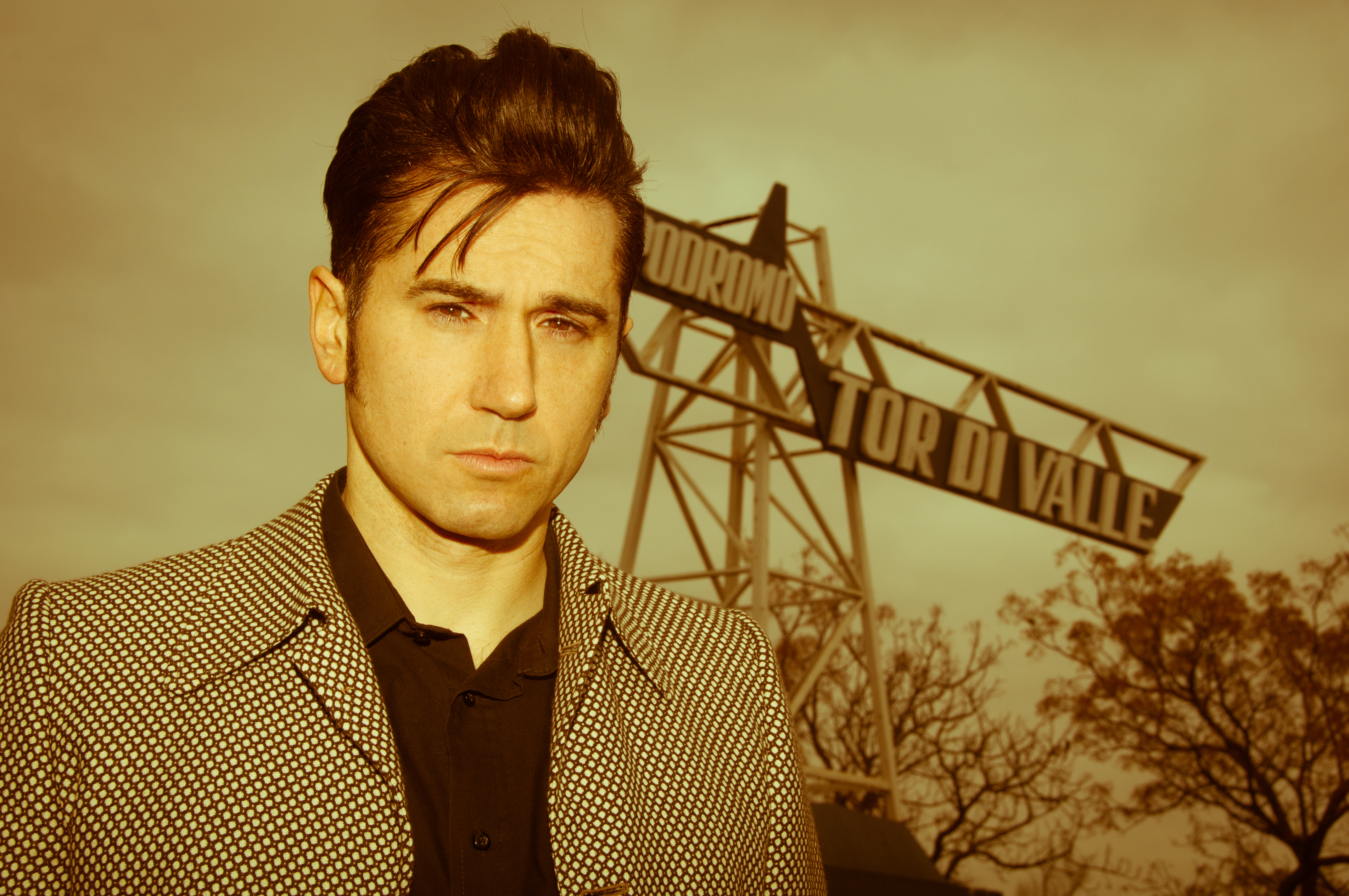
Simone "Hellvis" Salvatori

Nel 2005 arriva lo split con gli svedesi Ordo Rosarius Equilibrio intitolato Satyriasis, un chiaro tributo ad una sessualità oscura e selvatica, un disco che mostra gli Spiritual Front ormai come un punto d'incontro tra una scena gothic e quella dell'alternative rock. A questo punto la band riesce a unire senza alcun problema folk, indie rock, tango, country rock in una miscela unica ed inconfondibile come lo dimostrerà Armageddon Gigolo del 2006, album che li consacrerà tra i gruppi migliori di quell'anno della scena alternativa, ed una delle band italiane più rispettate e conosciute all'estero. Armageddon Gigolo viene registrato con la collaborazione dei musicisti dell'orchestra di Ennio Morricone all'interno dell'Herzog Studio, lo stesso scelto anche da Abel Ferrara per la registrazione delle sue colonne sonore, elementi che testimoniano l'amore della band per il cinema (sono di rito le proiezioni di film durante i loro concerti: Pasolini, Rainer Werner Fassbinder, Martin Scorsese, Sergio Leone...).
Tra il 2006 ed oggi la band vanta un'infinità di live in tutta l'Europa: Germania, Paesi Bassi, Spagna, Portogallo, Regno Unito, Danimarca, Svezia, Lituania, Polonia, Svizzera, Russia, suonando sempre in posizione di rilievo o headliner in numerosi ed eterogenei festivals (dal Wave Gotik Treffen al Heineken Jammin Festival).
Sempre capitanti dal carismatico leader Simone Salvatori (attivo anche come dj in numerosi club della capitale e nazionali), la band partecipa alle colonne sonore della serie Las Vegas e del film Saw II - La soluzione dell'enigma (con la canzone The Gift of Life) e numerosi corti d'autore, viene costantemente invitata e trasmessa da radio di tutto il mondo, Simone intervistato da testate nazionali ed internazionali di musica e non (Tattoo Magazine, Cultura Alternativa etc.).
Lo scorso anno la band è stata invitata a suonare al programma televisivo Rockpalast, leggendaria trasmissione musicale che ha visto sul suo palco band come Wire, The Smiths, Oasis, Faith No More e Maxïmo Park.
Il loro ultimo album di inediti Rotten Roma Casino, ancora una volta accompagnati dai musicisti dell'orchestra di Morricone, ospiti come Tying Tiffany, Sonja Kraushofer (L'Âme Immortelle, Persephone), Tomas Petterson (Ordo Rosarius Equilibrio), Antonia Plastique (Welle: Erdball), con le illustrazioni dell'artista americano Chris Askew, e il layout di Paolo Soellner dei Klimt 1918, uscirà doppio formato insieme ad un DVD che conterrà videoclip, intervista e spoken words (testi di Pasolini, Majakovskij e Pavese letti dall'attore romano Alessandro Tiberi e l'attrice e performer burlesque Emanuela Nitti).
Nel maggio 2013 esce Open Wounds raccolta dei classici della band (anche in doppio cd, edizione deluxe limitata) interamente risuonati e riarrangiati; nello stesso periodo inizia a collaborare con gli Spiritual Front il tastierista e arrangiatore Luca Cirillo.
Sempre nel 2013 esce Black Hearts in Black Suits, disco scritto da Simone Salvatori su musiche composte da Stefano Puri.

## Formazione

### Formazione attuale
- Simone "Hellvis" Salvatori (voce e chitarra)
- Andrea Freda (batteria)
- Francesco Conte (chitarra elettrica)
- Daniele Raggi (chitarra elettrica)

### Ex componenti
- Fabio Colucci (chitarra elettrica) (2001 - 2002)
- Raffaele Cerroni (chitarra elettrica) (2001 - 2002)
- Alessandro Pace (chitarra elettrica) (2001 - 2004)
- Francesco Sosto (pianoforte e tastiera) (2001 - 2004)
- Stefano Puri (pianoforte e tastiera) (2004 - 2006)
- Jack Puri (chitarra elettrica) (2004 - 2006)
- Giorgio Maria Condemi (chitarra elettrica) (2006 - 2014)
- Piergiorgio Ambrosi (pianoforte e tastiera)  (2006 - 2009)
- Rossano Baldini (pianoforte, tastiere e fisarmonica)  (2010 )
- Simone Empler (pianoforte e tastiera) (2011 - 2012)
- Federico Amorosi (basso) (2009 - 2014)
- Luca Cirillo (pianoforte e tastiera)(2012 - 2015)
- Giancarlo Barbati (chitarra elettrica) (2013 - 2014)
- Riccardo Galati (chitarra elettrica) (2014 - 2016)

## Discografia

### Album in studio
- 1999 - Songs For The Will
- 2001 - Nihilist Cocktails for Calypso Inferno
- 2006 - Armageddon Gigolo
- 2010 - Rotten Roma Casino
- 2013 - Open Wounds
- 2013 - Black Hearts in Black Suits (con Stefano Puri)
- 2018 - Amour Braque

### Singoli
- 2002 - Twin a Tin Tin Towers
- 2003 - No Kisses on the Mouth

### EP
- 2003 - Nihilist EP
- 2007 - Slave/Cruisin'/Ragged Bed

### Collaborazioni
- 2005 - Satyriasis (con gli Ordo Rosarius Equilibrio)
- 2005 - Bedtime/Badtime (con i Naevus)
- 2007 - Volontà d'arte dei Corde Oblique
- 2014 - Twin Horses (con Lydia Lunch e Cypress Grove)
- 2023 - Leaver (con i Corde Oblique)

### Raccolte
- 2006 - Angel of Ashes: a Tribute to Scott Walker
- 2009 - Songs For A Child: A Tribute To Pier Paolo Pasolini